# جورج لانجفورد
جورج مالكولم لانجفورد (من مواليد 26 أغسطس 1944) هو أستاذ علم الأحياء، وعميد فخري لكلية الآداب والعلوم، وأستاذ علم الأعصاب في كلية الآداب والعلوم بجامعة سيراكيوز، نيويورك. وهو معروف بعمله في الخلية وعلم الأحياء الجزيئي في الهيكل الخلوي في الصحة والمرض.

## النشأة والتعليم
ولد لانجفورد في 26 أغسطس 1944 في رونوك رابيدز بولاية كارولاينا الشمالية. حصل على درجة البكالوريوس في علم الأحياء من جامعة ولاية فايتفيل في فايتفيل بولاية كارولاينا الشمالية في عام 1966. وحصل على درجة الدكتوراه في عام 1971 في علم الأحياء الخلوي من معهد إلينوي للتقنية في شيكاغو تحت إشراف ويليام دانفورث. أثناء تخرجه، عمل أيضًا في مختبر أرجون الوطني مع روبرت ويب.
تدرب لانغفورد كزميل ما بعد الدكتوراه في المعاهد الوطنية للصحة (NIH) في جامعة بنسلفانيا مع شينيا إينو بين عامي 1971-1973.

## حياة مهنية
بدأ لانغفورد حياته المهنية كأستاذ مساعد في عام 1973 في جامعة ماساتشوستس في بوسطن وانتقل إلى جامعة هوارد في عام 1977. عمل أستاذاً مشاركاً، ثم أستاذاً في جامعة كارولينا الشمالية تشابل هيل. من عام 1991 إلى 2005، كان أستاذ إرنست إيفرت جاست للعلوم الطبيعية وأستاذ لعلوم الأحياء في كلية دارتموث.شغل منصب عميد جامعة ماساتشوستس في أمهرست من 2005 حتى 2008. 
أصبح لانجفورد عميدًا لكلية الآداب والعلوم في جامعة سيراكيوز في أغسطس 2008.  خلفته كارين رولاند في عام 2015.

### خدمة
في عام 1985، عُيّن لانجفورد أول رئيس للجنة شؤون الأقليات في الجمعية الأمريكية لعلم الأحياء الخلوي. رُشّح لانجفورد من قبل الرئيس بيل كلينتون لمجلس العلوم الوطني حيث خدم لمدة ست سنوات في اللجنة المكونة من 24 عضوًا من 1998-2004. وقد عمل في مجالس إدارة الشبكة الوطنية للبنية التحتية لتقنية النانو،  وفي اللجنة الاستشارية للعلوم الطبية الحيوية للجوائز المهنية لصندوق بوروز ويلكوم، وقسم الدراسة (SYN) في المعاهد الوطنية للصحة، ولجنة برنامج الزمالات للمجلس القومي للبحوث، والمجلس الاستشاري العلمي لمؤسسة شيرمان فيرتشايلد، و مجلس القيادة التعاوني لعلوم الحياة بولاية ماساتشوستس.

## جوائز
- أصبح لانجفورد زميلًا في الجمعية الأمريكية لتقدم العلوم (AAAS) في عام 2013.[21][22]
- انتخب عضوًا في الأكاديمية الأمريكية للفنون والعلوم في أبريل 2021.[23][24]
- حصل لانغفورد على الدكتوراه الفخرية في الآداب الإنسانية من كلية بلويت في عام 2001. [15]

## الحياة الشخصية
لانجفورد متزوج من سيلفيا لانجفورد ولديهما ثلاثة أطفال.

## روابط خارجية
- الموقع الرسمي.
- مقابلة لانجفورد مع صناع التاريخ.